# أندي ويلزي
أندي ويلزي (بالإنجليزية: Andy Welsh)‏ (1918 في المملكة المتحدة - ) هو لاعب كرة قدم بريطاني في مركز الظهير. لعب مع تشارلتون أثلتيك ومانشستر سيتي ونادي نورثامبتون تاون ودارلينجتون إف سى.

## وصلات خارجية
- أندي ويلزي على موقع قاعدة بيانات كرة القدم.إي يو (الإنجليزية)